# Polskie Radio
Polskie Radio es la empresa pública de radio en Polonia. Fue fundada en 1925 y desde su sede en Varsovia e a nivel nacional y e internacional (Polskie Radio dla Zagranicy).

## Historia

### Inicios de la radio en Polonia

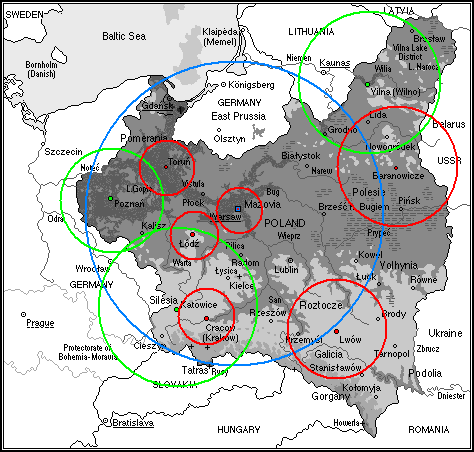
Alcance de los transmisores de Polskie Radio en 1939, antes de la invasión.

Las primeras emisiones de radio en Polonia tuvieron lugar el 1 de febrero de 1925 a cargo de la Polskie Towarzystwo Radiotechniczne (en español, «Sociedad Polaca de Radiodifusión»), a través de un emisor de onda media en Varsovia, Meses después, el 18 de agosto de 1925, se constituyó la empresa Polskie Radio, cuyas emisiones regulares comenzaron el 18 de abril de 1926. 
En 1931 se levantó en Raszyn, a las afueras de Varsovia, un poderoso transmisor de onda larga (120 kilovatios) que daba cobertura del primer canal al 90% del territorio nacional. Además, se establecieron nueve estaciones regionales:
- Cracovia (15 de febrero de 1927)
- Poznań (24 de abril de 1927)
- Katowice (4 de diciembre de 1927)
- Wilno (15 de enero de 1928)
- Lwów (15 de enero de 1930)
- Łódź (2 de febrero de 1930)
- Toruń (15 de enero de 1935)
- Varsovia II (1 de marzo de 1937, señal regional)
- Baránavichi (1 de julio de 1938)

Por otro lado, la radio internacional Polskie Radio dla Zagranicy (en español, «Radio Polaca para el Exterior») comenzó sus transmisiones en polaco e inglés por onda corta el 1 de marzo de 1936.
La programación de la radio nacional de Polonia contaba con algunos de más destacados miembros de la cultura polaca, como el compositor Grzegorz Fitelberg (director de la Orquesta Sinfónica Nacional), el escritor Jan Parandowski, el doctor Janusz Korczak y el pianista Władysław Szpilman. Sin embargo, este medio tuvo que cesar su actividad por culpa de la Segunda Guerra Mundial. El 1 de septiembre de 1939 se produjo la invasión alemana de Polonia, y una semana después el ejército nazi destruyó el transmisor de Raszyn. La emisora Varsovia II se convirtió en la señal polaca hasta que los alemanes la cerraron el 30 de septiembre.

### Restablecimiento de Polskie Radio
El 22 de noviembre de 1944, el gobierno de Lublin publicó un decreto que restablecía la actividad de Polskie Radio. Durante los últimos años de la guerra, el objetivo era reconstruir los transmisores eliminados en las zonas bajo control polaco. Varsovia fue liberada en enero de 1945 y la sede se trasladó allí de inmediato. En octubre de 1945, luego de que terminara la Segunda Guerra Mundial, se reanudaron las emisiones al exterior a través de la emisora de onda corta Warszawa III.
El gobierno de la República Popular de Polonia creó en 1948 el Comité de Radio, más tarde Comité de Radio y Televisión al asumir el control de la televisión pública. El 3 de octubre de 1949 comenzaron las emisiones del Segundo Programa, especializado en música clásica, mientras que el Primer Programa asumió una oferta informativa y de entretenimiento, con destacados seriales como Matysiakowie (en emisión desde 1956) y W Jezioranach (desde 1960). A estas dos señales les siguieron una tercera cadena de música contemporánea (1 de abril de 1962) y una cuarta con carácter educativo (2 de enero de 1976).
En 1974 se inauguró la torre de radio de Varsovia, en su momento la construcción más alta del mundo por sus 646 metros de altura. Esta torre se derrumbó en 1991, siendo necesario recuperar el vetusto transmisor de Raszyn.
La llegada de la democracia a Polonia cambió los medios de comunicación públicos. El nuevo gobierno eliminó el Comité de Radio y Televisión y lo sustituyó por dos sociedad anónimas de titularidad estatal: Polskie Radio y Telewizja Polska (TVP). Ambos ingresaron en la Unión Europea de Radiodifusión el 1 de enero de 1993.

## Servicios

### Radio nacional
Las siguientes emisoras pueden sintonizarse en frecuencia modulada e internet:
- Polskie Radio Program I («Jedynka»): emisora generalista con información y música.
- Polskie Radio Program II («Dwójka»): emisora cultural y de música clásica.
- Polskie Radio Program III («Trójka»): emisora dedicada a la música.
- Polskie Radio 24: canal de información continua, producido por la agencia de noticias Informacyjna Agencja Radiowa.

Las siguientes emisoras solo están disponibles en DAB e internet:
- Polskie Radio Program IV («Czwórka»): radio juvenil.
- Polskie Radio Chopin: canal con música y boletines informativos.
- Polskie Radio Dzieciom: emisora dirigida a la infancia.

### Radio internacional
El servicio internacional del grupo es Polskie Radio dla Zagranicy (en español, «Radio Polaca para el Exterior»), también conocida por su nombre inglés Radio Poland. Sus emisiones comenzaron en 1936. En la actualidad ofrece boletines, programas especiales y un portal web de información sobre el país en siete idiomas: polaco, inglés (con señal propia), alemán, ruso, bielorruso y ucraniano.
Aunque el canal ya no existe, Polskie Radio fue durante décadas una de las pocas radiodifusoras que daba servicio en esperanto.

### Estaciones regionales
Polskie Radio opera 17 emisoras regionales en todo el país, agrupadas desde 2001 en la red de intercambio de programas «Audytorium 17»:
| - Polskie Radio RDC (Varsovia) - Radio Białystok - Radio Gdansk - Radio Katowice - Radio Kielce | - Radio Koszalin - Radio Kraków - Radio Lublin - Radio Łódź | - Radio Poznań - Radio Olsztyn - Radio Opole - Radio Pomorza i Kujaw (Bydgoszcz) | - Radio Rzeszów - Radio Szczecin - Radio Wrocław - Radio Zachód (Zielona Góra) |